# HD51790
HD51790 — хімічно пекулярна зоря спектрального класу B8, що має видиму зоряну величину в смузі V приблизно  9,3.
Вона  розташована на відстані близько 942,6 світлових років від Сонця.

## Пекулярний хімічний вміст
Зоряна атмосфера HD51790 має підвищений вміст 
Si
.